# 김영택 (실업인)
김영택(金泳澤, 1874년 ~ ?)은 대한제국과 일제강점기의 실업인으로, 조선총독부 중추원 참의도 지냈다.

## 생애
본적지는 황해도 해주이다. 대한제국 시기인 1899년에 전당포를 운영하며 일찍 상업에 발을 들여놓았다. 1905년부터 사립 일어학교에서 일본어를 배웠고, 해주 지역의 상업계와 교육계에서 활발히 활동하여 이 지역의 대표적인 실업가이자 유력자로 부상했다.
1906년에는 대한자강회 회원, 1907년에는 서우학회 회원, 1908년에는 대한협회 해주지부의 간부와 서북학회 회원을 지내는 등 계몽운동 계열의 사회활동에도 적극적으로 나섰다. 1907년에 해주협동상회 평의장과 해주지방위원회 위원을 지냈고, 1908년 동양척식주식회사 설립위원 특별위원도 역임했다. 자문 명목으로 지역 유지를 끌어들여 조직한 지방위원회나 척식이민 반대 여론 무마를 위한 동양척식주식회사 설립위원은 본격적인 식민 통치에 앞서 일제가 계획한 사전 작업의 일환이다.
한일 병합 조약 체결 후에는 1913년 매일신보의 황해도지국 이사, 1914년 황해도 지방토지조사위원회 위원을 맡았고, 한일 병합 5주년 기념으로 열린 조선물산공진회에서도 황해도평의원으로 참여했다. 이 기간 중에도 염직공장을 운영하면서 해주농공은행 이사를 지냈으며, 사립학교 교장과 조선식산은행 상담역 등으로 활동했다.
1918년 해주군 군참사가 되면서 관계에도 입문했다. 3·1 운동 이후 조선총독부가 지역 유지 회유 전략의 일환으로 각 지역에 의회를 설치했을 때 황해도평의원으로 선출되었다. 1920년부터 1933년까지 13년 동안 관선 또는 민선으로 네 차례에 걸쳐 도평의원을 지냈다.
이후 해주전기주식회사와 해주상공합자회사 사장으로 일하면서 해주교풍회 부회장, 해주청년회 의사장, 조선농회 황해도 평의원, 민립대학 설립 해주발기인, 선산수리조합장, 조선박람회 평의원, 해주도시금융조합 조합장 등 여러 직책에서 이 지역을 대표하는 유지로서 활동한 바 있다. 1928년 일본 정부로부터 쇼와기념대례장을 수여받았고, 1935년에는 중추원 참의로 발탁되어 3년 동안 재직했다.

## 사후
2002년 발표된 친일파 708인 명단과 2008년 민족문제연구소가 정리한 친일인명사전 수록예정자 명단 중 중추원 부문에 선정되었다. 2007년 대한민국 친일반민족행위진상규명위원회가 발표한 친일반민족행위 195인 명단 경제 부문에도 들어 있다.

## 같이 보기
- 조선총독부 중추원

## 참고 자료
- 친일반민족행위진상규명위원회 (2007년 12월). 〈김영택〉 (PDF). 《2007년도 조사보고서 II - 친일반민족행위결정이유서》. 서울. 1558~1567쪽쪽. 발간등록번호 11-1560010-0000002-10. [깨진 링크(과거 내용 찾기)]